# Paihkasjärvi
Paihkasjärvi är en sjö i kommunen Enontekis i landskapet Lappland i Finland. Arean är 37 hektar och strandlinjen är 3,37 kilometer lång. Sjön  ingår i Torne älvs huvudavrinningsområde.   Den ligger omkring 340 kilometer nordväst om Rovaniemi och omkring 1000 kilometer norr om Helsingfors. 
Söder om Paihkasjärvi ligger Paihkasvaarri. 